# Ivor Grattan-Guinness

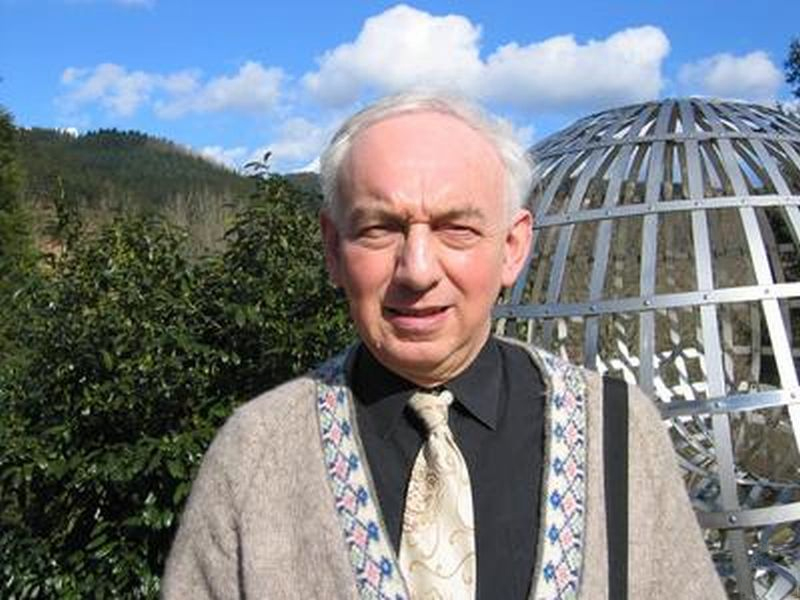

Ivor Grattan-Guinness (Bakewell, 23 juni 1941 – 12 december 2014) was een Brits historicus van de wiskunde en van de logicus.
Hij behaalde zijn Bachelor diploma als student wiskunde aan het Wadham College van de Universiteit van Oxford, waarna hij aan de London School of Economics in 1966 een Master of Science (Econ) in de wiskundige logica en de wetenschapsfilosofie behaalde. Vervolgens behaalde hij in 1969 zijn doctoraat (Ph.D.). In 1978 behaalde hij zijn  hogere doctoraat (D.Sc.) in de geschiedenis van de natuurwetenschappen aan de Universiteit van Londen. Hij was hoogleraar geschiedenis van de wiskunde en van de logica aan de Universiteit van Middlesex en Visiting Research Associate aan de London School of Economics.